# Belgische lokale verkiezingen 1994
De Belgische gemeente- en provincieraadsverkiezingen van 1994 vonden plaats op zondag 9 oktober 1994.
Het waren de eerste verkiezingen sinds de vierde staatshervorming: de provincieraadsverkiezingen vallen sindsdien samen met de gemeenteraadsverkiezingen in plaats van met de parlementsverkiezingen. Ook werd de provincie Brabant gesplitst, waardoor 10 provincieraden in plaats van 9 raden werden verkozen.
De vorige gemeenteraadsverkiezingen vonden plaats op zondag 9 oktober 1988, terwijl de vorige provincieraadsverkiezingen samenvielen met de parlementsverkiezingen van 24 november 1991.
Bij wet van 16 juli 1993 werden de aantallen provincieraadsleden licht verminderd om de splitsing van Brabant te compenseren.
Op verkiezingsdag was er een opkomst van 6.638.543 kiezers, wat 92,3% van de kiesgerechtigden vertegenwoordigde, iets lager dan de parlementsverkiezingen van 1991 en dan de gemeenteraadsverkiezingen van 1988.
De grootste winnaars in Vlaanderen zijn het Vlaams Blok, AGALEV en de VLD.

## Kiessysteem
De gemeenteraden worden verkozen volgens de methode-Imperiali. Er worden 7 à 55 gemeenteraadsleden verkozen, naargelang het bevolkingsaantal van de gemeente.
De wet van 24 mei 1994 beperkte het aantal kandidaten van hetzelfde geslacht tot drie vierden op een kandidatenlijst (seksequota in de Belgische politiek). Dit was een tijdelijke overgangsmaatregel, de wet voorzag eigenlijk maximaal twee derden.
Na de eerste experimenten met elektronisch stemmen bij de verkiezingen van 1991, werd in 1994 in 70 gemeenten elektronisch gestemd (Waarschoot, de 30 gemeenten van het arrondissement Antwerpen, 35 gemeenten in de provincie Luik en 4 Brusselse gemeenten).

## Lijstnummers
De nationale lijstnummers zijn als volgt vastgelegd:
1. FDF
2. Ecolo
3. PRL
4. VU
5. Vlaams Blok
6. VLD
7. CVP
8. PSC
9. PS
10. FN
11. SP
12. Agalev

## Vlaamse provincieraden
| Partij | Partij      | Antwerpen | Oost-Vlaanderen | Vlaams-Brabant | Limburg | West-Vlaanderen | Totaal |
| ------ | ----------- | --------- | --------------- | -------------- | ------- | --------------- | ------ |
|        | CVP         | 27        | 33              | 23             | 29      | 40              | 152    |
|        | SP          | 15        | 17              | 13             | 20      | 20              | 85     |
|        | VLD         | 13        | 22              | 17             | 17      | 15              | 84     |
|        | Vlaams Blok | 16        | 6               | 6              | 3       | 3               | 34     |
|        | Agalev      | 9         | 4               | 6              | 2       | 4               | 25     |
|        | VU          | 2         | 1               | 5              | 4       | 2               | 14     |
|        | UF          | –         | –               | 5              | –       | –               | 5      |
|        | WOW         | 1         | 0               | 0              | 0       | 0               | 1      |
|        | PATSY       | 1         | –               | –              | –       | –               | 1      |
| Totaal | Totaal      | 84        | 84              | 75             | 75      | 84              | 402    |

## Waalse provincieraden
Te verkiezen (323 leden):
- Henegouwen: 84 leden
- Luik: 80 leden
- Luxemburg: 47 leden
- Namen: 56 leden
- Waals-Brabant: 56 leden

## Gemeenten

### Antwerpen (stad)
Vlaams Blok werd met 28% de grootste partij. Zittend burgemeester Bob Cools (PS) maakte plaats voor Leona Detiège (PS).

### Gent
Zittend burgemeester Gilbert Temmerman (SP) trok zich terug en Frank Beke (SP) werd lijsttrekker. Beke werd burgemeester.